# Eduard Frankfort

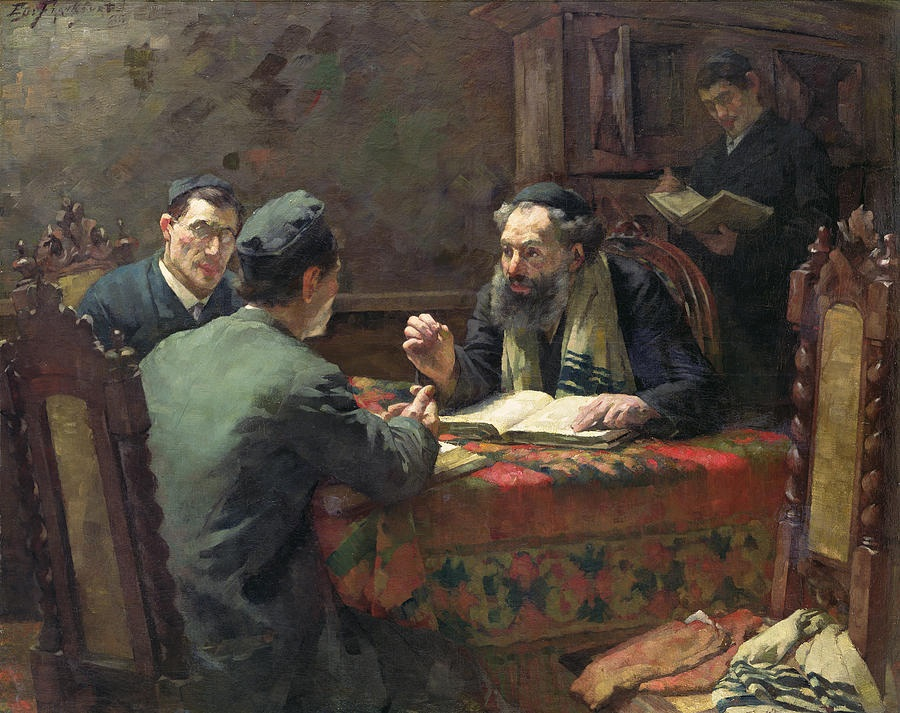
Theologische Debatte

Eduard Frankfort (* 21. Juni 1864 in Meppel; † 19. August 1920 in Laren, Provinz Noord-Holland) war ein niederländischer Genremaler jüdischer Abstammung.

## Leben
Frankfort wurde als Sohn von Salomon Simon Frankfort und Dine Bendien-Frankfort geboren. Er war das jüngste von acht Kindern einer traditionellen Kaufmannsfamilie. Als er elf Jahre alt war, zog seine Familie nach Amsterdam.
Seit dem elften Lebensjahr erhielt er eine Ausbildung zum bildenden Künstler im Atelier von Valentin Bing. Von 1879 bis 1887 studierte er an der Koninklijke Akademie van Beeldende Kunsten in Amsterdam bei August Allebé. Anschließend studierte er drei Monate lang Malerei an der Koninklijke Academie voor Schone Kunsten in Antwerpen.
Eduard Frankfort blieb bis 1905 in Amsterdam und wurde als Genremaler tätig. Viele seiner Gemälde zeigen jüdische religiöse Themen. Er wurde, wie viele seiner Zeitgenossen, von der Larener Schule beeinflusst. 1903 wurde er von „Arti et Amicitiae“ mit einer Goldmedaille ausgezeichnet. 
1905 folgte er seiner Schwester nach Südafrika, wo er ein Jahr verbrachte. Er malte dort Porträts und Genrebilder.
Nach seinem Südafrika-Aufenthalt kehrte Eduard Frankfort nach Amsterdam zurück, wo er 1911 Klara Kloots heiratete. Das Paar lebte in der Beethovenstraat in Amsterdam und hatte vier Kinder. 
Eduard Frankfort war Mitglied mehrerer Künstlergesellschaften, darunter „Arti et Amicitiae“ und „Pulchri Studio“. 
Seine Werke wurden auf den Kunstausstellungen in Paris, St. Louis, Arnhem und Barcelona mit Medaillen ausgezeichnet. Er starb im Alter von 56 Jahren.